# Saliniteit

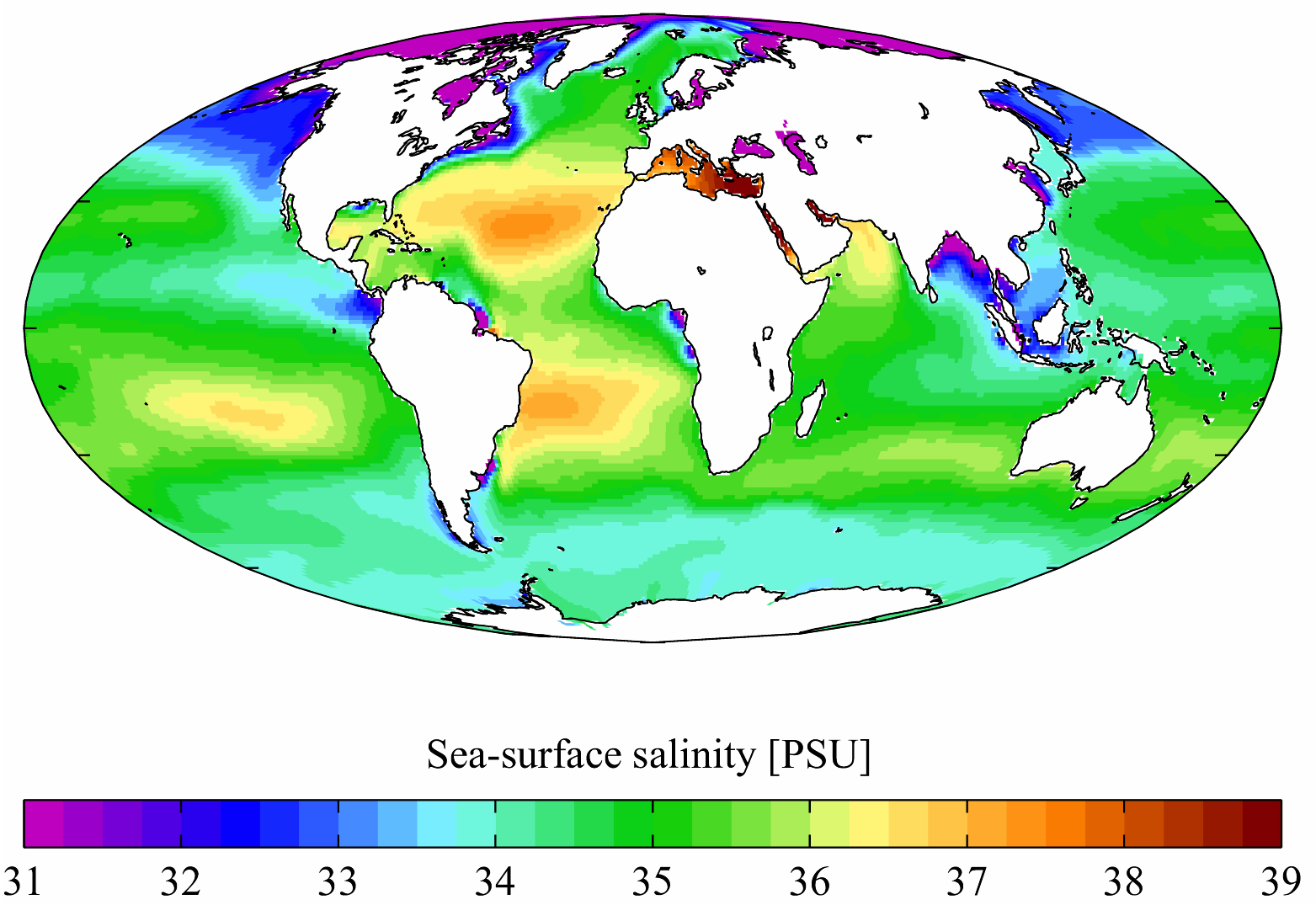
Het jaarlijks gemiddelde van de saliniteit van oppervlaktewater in de oceanen.

Saliniteit (Latijn: salinitas, van sal, zout) is het zoutgehalte van het water in een meer, zee, oceaan of in een bodem. 
Zouten bevinden zich in water in de vorm van geladen deeltjes, ionen. De verschillende soorten opgeloste ionen in het water bepalen samen de saliniteit. In oceaanwater is de verhouding van deze soorten ionen overal ter wereld zo goed als gelijk. Kleine verschillen in saliniteit worden in de oceanografie gebruikt om verschillende watermassa's en zeestromingen te bepalen. Zeewater met een hogere saliniteit heeft een hogere dichtheid. Hierdoor kunnen stromingen ontstaan bij veranderingen in saliniteit.

## Maatstaf
Er zijn verschillende manieren waarop de saliniteit kan worden aangegeven, vaak gebeurt dit met de eenheid g/kg (gram zout per kilogram water) of in (massa)procenten (m%) of -promilles (m‰). 10 gram zout per kilogram water komt overeen met 1 m% of 10 m‰. Ook wordt wel de practical salinity unit (psu) gebruikt. In de oceanografie wordt de saliniteit meestal in massapromilles weergegeven. 
Zoet water heeft een saliniteit van minder dan 0,1 m%, de gemiddelde saliniteit van oceaanwater ligt rond de 3,5 m%. Een fysiologische zoutoplossing heeft een saliniteit van 0,9 m%. 
| Zoet  | Brak  | Licht zilt | Matig zilt | Zeer zilt | Zout  | Pekel |
| < 0,5 | 0,5–1 | 1–3        | 3–10       | 10–30     | 30–50 | > 50  |
| ----- | ----- | ---------- | ---------- | --------- | ----- | ----- |

## Bepaling van de saliniteit
Meestal wordt het zoutgehalte bepaald door de elektrische conductiviteit van het water te meten met een salinometer. Een andere manier is simpelweg een liter water te verdampen en de uitgekristalliseerde zouten te wegen. Er zitten echter veel haken en ogen aan het meten van saliniteit. Zo wordt de saliniteit bepaald door een groot aantal verschillende elementen en ook verandert het volume van water bij hogere of lagere temperatuur.
In oudere literatuur wordt de saliniteit soms gemeten, relatief ten opzichte van een standaard die Kopenhagen-water wordt genoemd. In 1978 werd de practical salinity unit (psu) ingevoerd, waarbij de standaard een oplossing van kaliumchloride is. Omdat de saliniteit in dat geval een verhouding is, is ze dimensieloos. Een saliniteit van 35 is dus niet per se gelijk aan 35 gram zout per liter water.
| Saliniteit                                                                 | Indeling van thalassisch water |
| -------------------------------------------------------------------------- | ------------------------------ |
| 70–300                                                                     | hyperhalien                    |
| 40–70                                                                      | metahalien                     |
| 30–40                                                                      | mixoeuhalien                   |
| 18–30                                                                      | polyhalien                     |
| 5–18                                                                       | mesohalien                     |
| 0,5–5                                                                      | oligohalien                    |
| De indeling van thalassisch water op saliniteit volgens het Venice system. |                                |

Zeewater is het water in de oceanen, dit wordt wel euhalien water genoemd. De saliniteit van euhalien water is 30–35. Brak water heeft een saliniteit tussen 0,5 en 29 en metahalien water heeft een saliniteit van 36–40. Al deze soorten water worden ook wel thalassisch genoemd (van Grieks: thalassos = oceaan). Als de saliniteit constant blijft door de tijd heen wordt van het water gezegd dat het homoiohalien is. Als de saliniteit in de loop der tijd door biologische activiteit (als gevolg van seizoenen) kan veranderen wordt het water poikilohalien genoemd. Poikohalien water (dat ook thalassisch kan zijn) kan in saliniteit variëren tussen 0,5 tot groter dan 300.
Water met een zeer hoge saliniteit wordt pekel genoemd.

## Rol in de ecologie
De saliniteit heeft een grote invloed op de ecologie en bepaalt welke soorten er in het water kunnen leven. De saliniteit van rivieren, meren, lagunes, estuaria, binnenzeeën of van het grondwater bepaalt welke planten in of langs het water kunnen groeien. Soorten die aangepast zijn aan zout water (saliene omstandigheden) wordt een halofyt of zoutplant genoemd. Organismen die in extreem zoute omstandigheden leven worden halofiel (een type extremofiel) genoemd. Een organisme dat in water met variërende saliniteit kan overleven is euryhalien.